# Neriza
Die Neriza (russisch Нерица) ist ein linker Nebenfluss der Petschora in der Republik Komi in Nordwestrussland.
Die Neriza entspringt im Werchnewymskaja-grjada-Höhenzug an der Ostflanke des Timanrückens. Sie fließt in nördlicher Richtung und erreicht nach 203 km, östlich von Ust-Zilma, die nach Westen fließende Petschora. Das Einzugsgebiet der Neriza umfasst 3140 km². Am Pegel Ilinskaja, 52 km oberhalb der Mündung, beträgt der mittlere Abfluss (MQ) 14,5 m³/s. Die Neriza gefriert Ende Oktober / Anfang November. Anfang Mai ist sie wieder eisfrei.